# Prix Yomiuri Sakuzō Yoshino
Le prix Yomiuri Sakuzō Yoshino (読売・吉野作造賞), Yomiuri Yoshino Sakuzō Shō) est un prix scientifique décerné depuis 2000 par le journal Yomiuri Shinbun et par l'éditeur Chūōkōron Shinsha. Doté d'un montant de 3 millions de yen, le prix a été créé en 1999 par la réunion de Yomiuri Rondan Shō (読売論壇賞) et de Yoshino Sakuzō Shō (吉野作造賞). Il perpétue sous un nouveau nom l'ancien prix Yoshino-Sakuzō créé en 1966.

## Lauréats
- 2000 Shiraishi Takashi pour Umi no teikoku (海の帝国) 
  - Yoshikawa Hiroshi pour Tenkanki no nihonkeizai (転換期の日本経済)
- 2001 Akihiko Tanaka pour Word Politics (ワード・ポリティクス, Wādo poritikusu)
- 2002 Takenori Inoki pour Jiyū to chitsujo kyōsōshakai no futatsu no kao (自由と秩序　競争社会の二つの顔)
- 2003 Shunpei Takemori pour Keizai ronsen wa yomigaeru (経済論戦は甦る) 
  - Hiroshi Nakanishi pour Kokusai seiji towa nanika (国際政治とは何か)
- 2004 Hiroshi Furuta pour East Asia ideology o koeru (東アジア・イデオロギーを超えて, Tōajia ideorogī ~)
- 2005 Naoyuki Agawa pour Kempo de yomu amerika-shi (憲法で読むアメリカ史)
- 2006 Tsuyoshi Hasegawa pour Antō Stalin, Truman to nihonkōfuku (暗闘　スターリン、トルーマンと日本降伏)
- 2007 Yoshinobu Yamamoto pour Teikoku no kokusai seijigaku reisengo no kokusai shisutemu to amerika teikoku no kokusai seijigaku (「帝国」の国際政治学　冷戦後の国際システムとアメリカ帝国の国際政治学)
- 2008 Jun Iio pour Nihon no tōji kōzō (日本の統治構造)
- 2009 Kazuo Koike pour Nihon sangyōshakai no shinwa (日本産業社会の「神話」)
- 2010 Hosoya Yūichi pour Rinritekina sensō Tony Blair no eikō to zasetsu (倫理的な戦争――トニー・ブレアの栄光と挫折, ~ toni burea )
- 2011 Takahiro Ueyama pour Akademikku kyapitarizumu o koete Amerika no daigaku to kagakukenkyū no genzai (アカデミック・キャピタリズムを超えて　アメリカの大学と科学研究の現在)
- 2012 Yō Takeuchi pour Kakushin gensō no sengo-shi (革新幻想の戦後史)
- 2013 Shigeru Akita pour Igirisu teikoku no rekishi (イギリス帝国の歴史)
- 2014 Ken Endō pour Tōgō no Shūen — EU no Jitsuzō to Riron (統合の終焉 EUの実像と論理)
- 2015 Fumio Fukunaga pour Nihon Senryōshi 1945–1952 (日本占領史1945–1952)
  - Kan Kimura pour Nikkan Rekishi Ninshiki Mondai to wa nani ka (日韓歴史認識問題とは何か)
- 2016 non décerné
- 2017 Hideaki Shinoda pour Shūdanteki Jieiken no Shisōshi — Kenpō Kyūjō to Nichbei Anpo (集団的自衛権の思想史ーー憲法九条と日米安保)
- 2018 non décerné
- 2019 Kuniaki Makino pour Keizaigakusha-tachi no Nichibei Kaisen — Akimaru-kikan ‚Maboroshii no Hōkokusho‘ no Nazo o toku (経済学者たちの日米開戦ー秋丸機関「幻の報告書」の謎を解く)
- 2020 Takao Komine pour Heisei no keizai (平成の経済)
- 2021 Asei Itō pour Dejitaruka suru Shinkōkoku (デジタル化する新興国)
- 2022 Masaya Sakuragawa pour Baburu no Keizai Riron (バブルの経済理論)
- 2023 Izuru Makihara pour Tanaka Kōtarō — Tatakau Shihō no Kakuritsusha, Sekaihō no Kenkyūsha (田中耕太郎―闘う司法の確立者、世界法の探究者)
- 2024 Keiichi Tsunekawa pour Shinkōkoku wa sekai o kaeru ka (新興国は世界を変えるか)

## Comité de sélection (2010)
- Isaku Miyazaki (宮崎勇)
- Shumon Miura (三浦朱門)
- Masakazu Yamazaki (山崎正和)
- Takenori Inoki (猪木武徳)
- Masayuki Yamauchi (山内昌之)
- Shinichi Kitaoka (en) (北岡伸一)
- Shōichi Oikawa (老川祥一)
- Tamotsu Asami (浅海保)

## Source de la traduction
- (de) Cet article est partiellement ou en totalité issu de l’article de Wikipédia en allemand intitulé « Yomiuri-Yoshino-Sakuzō-Preis » (voir la liste des auteurs).